# NK Mladost Našička Breznica
NK Mladost je nogometni klub iz Našičke Breznice u općini Koška nedaleko od Našica u Osječko-baranjskoj županiji. Klub je osnovan 1948. i član je Nogometnog središta Našice.

## Povijest kluba

### Od osnivanja kluba do kraja 1960-tih
Nakon završetka  Drugog svjetskog rata i dolaska novih stanovnika u Breznicu Našičku 1948. je osnovan Nogometni klub Mladost. Tih godina nogometne utakmice igrale su se povodom razno raznih prigoda kao što su bili blagdani, kirvaji, te turniri pogotovo u ljetno vrijeme. Igralo se i bez sportske opreme pa čak i bosonogi s ručno napravljenim loptama tzv. krpenjačama. Osnivanjem Nogometnog središta Našice (tada Općinski nogometni savez) 1963. organizirano je i nogometno prvenstvo u sklopu Općinske nogometne lige koja je podijeljena u dvije skupine. NK Mladost se natječe u skupini 1. općinske nogometne lige Našice s klubovima iz Ledenika, Budimaca, Bijele Loze, Podgorača, Nize i Ličana (danas Andrijevac). Klub se natječe do ljeta 1965. kada se rad klub stavlja u mirovanje zbog nedostatka financija. Nekoliko igrača prelazi tada u susjedni NK Omladinac iz Nize. Novopridošli igrači iz Breznice bili su glavne poluge u Nizi dok je NK Omladinac nastupao u tada renomiranoj Međuopćinskoj ligi (Našice, Orahovica, Slatina i D. Miholjac). 1969. klub iz Nize, NK Omladinac, odustaje od takmičenja zbog financijskih problema i klub se stavlja u stanje mirovanja a igrači iz Breznice vraćaju se kući. 

### Od početka 1970-tih do kraja 1980-tih
Dana 10. kolovoza 1970. na inicijativu Franje Brusa održana je osnivačka skupština kluba i tako obnovljen rad. Na skupštini je bilo nazočno 42 člana, a skupština je održana u prostorijama Dobrovoljnog vatrogasnog društva Našička Breznica. Određena je članarina, te službeni naziv kluba Fiskulturno društvo Mladost Našička Breznica. Prvu garnituru športske opreme kupio je Franjo Brus na potrošački kredit, te je dogovoreno da će mu klub vratiti uložena sredstva. Nogometno igralište kod željezničke stanice, popularno nazvao Depo, dovedeno je funkciju da bi se mogle odigravati utakmice. Do igrališta se nalazila zgrada sa svlačionicama i prostorijom za pisanje zapisnika. Pošto se igralište nalazilo uz magistralnu cestu i prugu prave su bile drame u svezi potrage za loptom koja je bila ispucana preko tih prometnica jer u to doba nije bilo puno pravih lopti za igru. Taj posao te košnju, obilježavanje igrališta, postavljanje mreža i sl. obavljali su juniori koji su u to doba igrali predigru seniorima, odnosno igrali su s istim protivnikom kao i seniori samo 2 sata prije seniorske utakmice. Depo je tada uz nogometne utakmice bio i poligon za održavanje vatrogasnih vježbi, natjecanja u sklopu tadašnjih Seoskih sportskih igara (natjecanja u trčanju, skoku u dalj, streljaštvu i sl. ) te izviđačkih smotri. Na ulazu je bio veliki hrast, koji je tu ostao još iz doba prije krčenja šume, u čijem je hladu bio šank s raznim pićima. Početkom 80 -tih godina, a poneseni dobrim rezultatima, te dobrim odazivom igrača i mještana klub na čelu kojeg je tada bio Ivan Teklić, odlučuje se na izgradnju novog igrališta. Uz pomoć raznih donatora i Siz-a tadašnje općine Našice te mnogobrojnih mještana krenulo se u izgradnju novog igrališta. Nakon nekoliko godina rada u kojem su se najviše iskazali tada mladi naraštaji igrača 1988. igralište je pušteno u pogon. Te godine seniori uvjerljivo osvajaju naslov prvaka u 2. općinskoj ligi NS Našice u koju su ispali sezonu prije, te se odmah vratili u 1. općinsku ligu i tako uveličali otvaranje stadiona. Prilikom otvaranja stadiona 11. lipnja 1988. gostovala je kombinirana ekipa NK Dinamo Zagreb pod vodstvom trenera Josipa Kuže. Prije utakmice nastupao je KUD Koškani, a sve je to popratilo preko 700 ljudi, te je ujedno i tada obilježeno 40. godina rada kluba. Sezonu 1988/89. klub osvaja prvo mjesto u 1. općinskoj ligi i plasira se u Međuopćinsku ligu Našice, Slatina, Orahovica i Donji Miholjac. Seniorsku ekipu vodi i trenira tada prof.Dragutin Blažević. Tih godina klub pripreme obavlja u tadašnjoj Čehoslovačkoj. Dobrim rezultatima seniorske ekipe pridružuju se tada i pioniri koji osvajaju prvo mjesto u Pionirskoj ligi Nogometnog saveza Našice u sezoni 1990/91. pod vodstvom trenera Ivana Benotić. Klub ostaje u Međuopćinskoj ligi i sljedećih sezona a zbog Domovinskog rata sezona 1991/92.  nije odigrana.

### NK Mladost u HNL-u
Uspostavom neovisne Hrvatske sva nogometna natjecanja prelaze u okrilje Hrvatskog nogometnog saveza. NK Mladost se i dalje natječe u Međuopćinskoj ligi sve do 1994. Te posljednje sezone skoro cijelo prvenstvo vodi se bitka za naslov prvaka s ekipom NK Crnac, ali ipak NK Mladost završava na drugom mjestu s bodom zaostatka. Formiranjem županija Međuopćinska liga odlazi u povijest a formiraju se nogometne lige po županijama. NK Mladost tada prelazi u 1. županijsku nogometnu ligu Osječko-baranjske županijei nastupa pod ingerencijom Nogometnog središta Valpovo. U sezoni 1997/98. NK Mladost osvaja naslov prvaka 1. županijske nogometne lige Osječko-baranjske županije – skupina Sjever, te je ujedno i onda proslavljeno 50. godina od osnutka kluba. Zbog tadašnje reorganizacije nogometnih liga (ukida se pet 2. HNL-a i osnivaju samo dvije) NK Mladost se nije plasirala u višu ligu, a gdje je to plasmanom zaslužila. Tada u NK Mladosti igra u biti najkvalitetniji igrački kadar iz cijelog našičkog kraja. Ekipu vode tada renomirani treneri u to vrijeme uz već navedenog prof. Dragutina Blaževića, Ante Domnjak, Ivica Sinković-Braca, Ivica Lešković i drugi. Nakon nekoliko sezona u 1. ŽNL klub u sezoni 2000/01. zbog razno raznih problema ispada u 2. ŽNL Nogometnog središta Našice gdje se natječe s više ili manje uspjeha sve do sezone 2014/15., kada klub ispada u 3. ŽNL  Liga NS Našice, a gdje se natječe i danas. Klub se financira iz dotacija iz proračuna općine Koška, te raznih donatora. Posljednjih godina je izgrađena uz postojeći objekt i velika sala za razne namjene, novi sanitarni čvor, manja kuhinja, terasa i pecara.Sadašnji športski kompleks zasigurno pripada među ljepše u okolici bar zbog natkrivenih tribina koji imaju tek rijetki klubovi. 2012. klub podiže spomen obilježje poginulom hrvatskom branitelju i vukovarskom dragovoljcu Vladislavu Oreški-Babcu igraču i vrataru NK Mladost koji je kao ranjenik iz vukovarske bolnica nakon pada grada Vukovara u studenom 1991.  pogubljen na Ovčari. Povodom tog događaja odigran je i 1. Memorijalni turnir Vladislav Oreški-Babac uz sudjelovanje NK Mladost Breznica Našička, NK Omladinac Niza, NK Lađanska te NK Seljak Koška koji je osvojio prvo mjesto na turniru.Turnir se nastavio odigravati svake godine početkom mjeseca kolovoza. U kolovozu 2018., točnije 11. 8., klub je proslavio 70 godina od osnivanja. Klub je odigrao revijalnu nogometnu utakmicu s novim trećeligašem iz susjednog Jelisavca, NK Vihor, a okupili su se i veterani bivši igrači koji su odigrali utakmicu s veteranima NK Omladinca iz susjedne Nize. Proslava obljetnice uz obilje hrane i pića, te živu glazbu nastavljena je dugo u noć. Trenutno je samo seniorska ekipa u natjecanju, a prijašnjih godina u nekoliko navrata nastupali su i juniori ili pioniri, ovisno u kojoj je kategoriji bilo više igrača. Sukladno problemima svih klubova u regiji tako i u Breznici najveći je problem odaziv i zainteresiranost mladeži iz sela za nogometom koja je posljednjih godina zbog raznih problema u velikom padu.
Klub se od sezone 2015/16. natječe u 3. ŽNL Osječko-baranjska Liga NS Našice, nakon ispadanja iz 2. ŽNL Osječko-baranjska NS Našice.

## Uspjesi kluba
Seniori:  prvaci 2.Općinske lige NS Našice sezona 1987/88., prvaci 1.Općinske lige NS Našice sezona 1988/89., prvaci 1. županijske nogometne lige Osječko-baranjske sezona 1997/98. – skupina Sjever.
Kup NS Valpovo 2000.
Pioniri:  prvaci Pionirske lige NS Našice sezona 1990/91. 

## Vanjske poveznice
- http://www.nogos.info/  Arhivirana inačica izvorne stranice od 22. svibnja 2016. (Wayback Machine)